# テレビ朝日系列土曜夜7時台枠のアニメ
テレビ朝日系列土曜夜7時台枠のアニメ（テレビあさひけいれつどようよるしちじだいわくのアニメ）は、テレビ朝日系列（ただし一部地域除く）にて過去に土曜19:00 - 19:30および19:30 - 20:00(JST)に放送されていたテレビアニメ作品一覧である。
この枠の移動によって、1997年から3年間（ただし前半枠は1年半のみ）存在した土曜18:00台のアニメも、本項で取り上げる。
なお制作枠の移動によって、1976年から1年間存在した朝日放送制作の日曜19:00のアニメに関しては、
また、後半枠の中断中に放送されたドラマに関しては、

## 19:00 - 19:30枠
腸捻転解消前は海外アニメのみを放送、解消後は長年にわたって在阪局・朝日放送（ABC）制作（ただしネットチェンジ前は毎日放送制作、九州朝日放送は一時期別番組を編成のため遅れネット）の枠であった。1984年に放送した『とんがり帽子のメモル』が途中で日曜8:30枠に移動するものの、そのまま東映動画（現：東映アニメーション）制作の少女向けアニメ 放映枠となり現在まで存続している。1986年の『聖闘士星矢』開始後は東映動画（現：東映アニメーション）・テレビ朝日制作アニメ枠となった（東映枠となるのは『メモル』以来2年ぶり）。その後『美少女戦士セーラームーン』などのヒット作も生まれたが、『キューティーハニーF』がシリーズ途中で土曜18:30枠に移動後、4年半の中断を経て、2002年から金曜19:30枠で『あたしンち』が開始した影響で一時期『クレヨンしんちゃん』がこの時間帯で放映されたのを最後にアニメ作品は途絶えている。

### 作品リスト
- 『秘密探偵クルクル』（1966年10月1日 - 12月24日）（海外作品）

※この間アニメ枠を中断・音楽番組（『東急ゴールデン・ヒットショー』）・クイズ番組（『インスピレーションクイズ』）などを編成。
- 『アーチーでなくちゃ!』（1970年10月 - 1971年1月）※本作のみ毎日放送が制作局（海外作品・日本語版制作）

※この間アニメ枠を中断・ボウリング番組（『ストライクボウル』）・特撮（『ジャンボーグA』）・バラエティ番組（『ちびっこアベック歌合戦』など）などを編成（毎日放送制作。ただし『ストライクボウル』のみNET）。
- 『はじめ人間ギャートルズ』（1975年4月 - 1976年3月） - 1975年3月まではTBS系で放送。

※この間アニメ枠を中断・バラエティ番組（朝日放送制作『三枝の大マジメ!?結婚ゲーム』）を編成。代替措置として、1976年4月－1977年3月の1年間は日曜19:00枠にアニメを編成していた（詳細）。
- 『超合体魔術ロボ ギンガイザー』（1977年4月 - 10月）（ここからアニメ枠を再開）
- 『若草のシャルロット』（1977年10月 - 1978年5月）
- 『はいからさんが通る』（1978年6月 - 1979年3月）
- 『シートン動物記 りすのバナー』（1979年4月 - 1979年9月）
- 『こぐまのミーシャ』（1979年10月 - 1980年3月）

※この間アニメ枠を中断・バラエティ番組（『のってシーベンチャー』〜『サウンドメッセージ』）を編成（この間も朝日放送制作）。この間は代替枠は設けず、朝日放送制作のアニメ枠は約1年間中断した。
- 『おはよう!スパンク』（1981年3月 - 1982年5月）（ここからアニメ枠を再開）
- 『とんでモン・ペ』（1982年6月 - 1983年4月）
- 『レディジョージィ』（1983年4月 - 1984年2月）
- 『とんがり帽子のメモル』（1984年3月 - 9月） - 1984年10月7日放送の第29話から日曜朝8:30枠に移動。同枠は現在も東映枠として存続中。
- 『GARACTIC PATOROL レンズマン』（1984年10月 - 1985年3月）

※この間アニメ枠を中断・バラエティ番組（『あっ!カメラだ』〜『マンガ人間抱腹Z!!』）を編成（この間も朝日放送制作）。
- 『夢の星のボタンノーズ』（1985年10月 - 1986年4月）（ここからアニメ枠を再開）
- 『光の伝説』（1986年5月 - 1986年9月）※ここまで朝日放送制作（バラエティ含）
- 『聖闘士星矢』（1986年10月 - 1989年4月）※ここからテレビ朝日、1997年のアニメ枠一時撤退まで東映アニメーションが制作
- 『悪魔くん』（1989年4月 - 1990年3月）
- 『もーれつア太郎（第2作）』（1990年4月 - 1990年12月）
- 『きんぎょ注意報!』（1991年1月 - 1992年2月）
- 『美少女戦士セーラームーン』シリーズ（1992年3月 - 1997年2月）
- 『キューティーハニーF』（1997年2月 - 9月） - 第25話から土曜18:30枠に移動。30分放送時間が早まる。

※1997年10月 - 2002年3月までバラエティ枠
- 『クレヨンしんちゃん』（2002年4月 - 2004年10月16日） - 金曜19:30枠から移動したが、当枠で2年半放送して2004年10月に元の枠に再移動。なお『ボボボーボ・ボーボボ』が開始した2003年11月からは、19:00 - 19:28に枠が縮小。

| NET系列 土曜19時台前半枠                                          | NET系列 土曜19時台前半枠                                                         | NET系列 土曜19時台前半枠                                                                              |
| 前番組                                                            | 番組名                                                                           | 次番組                                                                                                |
| ----------------------------------------------------------------- | -------------------------------------------------------------------------------- | --- |
| ペペの大サーカス                                                  | テレビ朝日系列 土曜夜7時枠のアニメ （1966年10月 - 12月）                         | 東急ゴールデン・ヒットショー 【土曜夜8:30より移動するも 1月14日終了】 ↓ 東急ホームショー ゆかいな広場 |
| 毎日放送制作・NET系列 土曜19時台前半枠                            |                                                                                  | |
| スター売ります! 【NET制作】                                       | テレビ朝日系列 土曜夜7時枠のアニメ （1970年10月 - 1971年1月）                    | ストライクボウル 【NET制作】                                                                          |
| 朝日放送制作・NET系列 土曜19時台前半枠                            |                                                                                  | |
| ちびっこアベック歌合戦 【毎日放送制作】 【TBS系列金曜19時に移動】 | テレビ朝日系列 土曜夜7時枠のアニメ （1975年4月 - 1976年3月）                     | 三枝の大マジメ!?結婚ゲーム                                                                            |
| 朝日放送制作・テレビ朝日系列 土曜19時台前半枠                     |                                                                                  | |
| 三枝の大マジメ!?結婚ゲーム 【日曜19時に改題移動】                 | テレビ朝日系列 土曜夜7時枠のアニメ （1977年4月 - 1980年3月）                     | のってシーベンチャー                                                                                  |
| サウンドメッセージ                                                | テレビ朝日系列 土曜夜7時枠のアニメ （1981年3月 - 1985年3月）                     | あっ!カメラだ                                                                                         |
| 朝日放送制作→テレビ朝日 土曜19:00 - 19:30                         |                                                                                  | |
| マンガ人間抱腹Z!!                                                 | テレビ朝日系列 土曜夜7時枠のアニメ （1985年10月 - 1997年9月）                    | クイズ!渡る世間は金ばかり?! ※19:00 - 20:00                                                            |
| テレビ朝日系列 土曜19:00 - 19:28                                  |                                                                                  | |
| 不思議どっとテレビ。これマジ!? ※19:00 - 20:00                     | テレビ朝日系列 土曜夜7時枠のアニメ （2002年4月 - 2004年10月16日）                | ドスペ! ※19:00 - 20:54                                                                                |
| テレビ朝日系列 土曜19:28 - 19:30                                  |                                                                                  | |
| 不思議どっとテレビ。これマジ!? ※19:00 - 20:00                     | テレビ朝日系列 土曜夜7時枠のアニメ （2002年4月 - 2003年9月） 【2分縮小して継続】 | テレビ朝日系列 土曜夜7時30分枠のアニメ ※19:28 - 20:00 【2分拡大】                                     |

## 19:30 - 20:00枠
まだ毎日放送枠だった1964年からは、かつて水曜日や火曜日や月曜日で放送した海外作品『バックス・バニー劇場』の新作や、『おそ松くん』（第1作）を始めとしたギャグアニメを放送。その後、『奥さまは魔女』以降、石森章太郎（のち石ノ森）原作の特撮、『あばれはっちゃく』シリーズといった児童向けドラマが続いていたが、1985年9月に終了後のドラマ枠の不振が続いたことにより、1987年10月に金曜19:30枠と入れ替わる形で約19年ぶりにアニメ枠に変更、『おぼっちゃまくん』『SLAM DUNK』などのヒット作を輩出した。93年秋放送開始の『SLAM DUNK』以降は一部のOPを除きビーイングのアーティストが担当した。だが『セーラームーン』シリーズの終了により『忍ペンまん丸』は3ヶ月で枠変更となる。その5年後の2002年10月から、半年前に枠移動した『しんちゃん』に続ける形で、映画で人気があった『釣りバカ日誌』をアニメ化して再開したが視聴率は伸び悩み、次番組『ボボボーボ・ボーボボ』は1年でローカル枠に移動して事実上終了した。
なお、朝日放送では当時関西ローカルの刑事ドラマ『部長刑事』シリーズを放映していた関係で、『忍ペンまん丸』までは同日夕方に先行ネットの形で放送していた。
広島ホームテレビでは、プロ野球広島東洋カープ主催ゲームの中継をこの時間に放送した際、平日の夕方枠等での遅れネットとなっていた。通常は当枠と20:00枠のドラマが差し替え対象だったが、時折19:00枠から差し替えとなる場合もあった。

### 作品リスト
- 『バックス・バニー劇場（第4期）』（1964年9月 - 12月） - 海外作品。ここから毎日放送制作。

※アニメ中断。この間は、公開コメディ『寛美の落語紳士録』、演芸番組『すきっと笑いまショー』『土曜寄席』、クイズ番組『クイズ ホップ・ステップ・ジャンプ』を放送（この間も毎日放送制作）。
- 『おそ松くん（第1作）』（1966年2月 - 1967年3月）
- 『かみなり坊やピッカリ・ビー』（1967年4月 - 1968年3月）
- 『ファイトだ!!ピュー太』（1968年4月 - 9月） - ここまで毎日放送制作。

※アニメ中断。この間は、児童向けドラマの『奥さまは魔女』（魔女シリーズ）や『第1期仮面ライダーシリーズ』、『秘密戦隊ゴレンジャー』、『あばれはっちゃくシリーズ』などを放送。
- 『宇宙船サジタリウス』（1987年10月3日・最終話のみ） - 金曜19:30より移動し、この回で終了。本作よりテレビ朝日制作。
- 『アニメ80日間世界一周』（1987年10月10日 - 1988年3月）
- 『いきなりダゴン』（1988年4月 - 6月）
- 『鉄拳チンミ』（1988年7月 - 12月）
- 『おぼっちゃまくん』（1989年1月 - 1992年9月） - 1991年4月より終了時刻が19:58に（2分縮小）。
- 『南国少年パプワくん』（1992年10月 - 1993年10月2日）
- 『SLAM DUNK』（1993年10月16日 - 1996年3月） - 1995年9月より20:00終了に戻る（2分拡大）。
- 『地獄先生ぬ〜べ〜（アニメ第1作）』（1996年4月 - 1997年6月）- 開始して半年間は19:58終了。以後は20:00終了。
- 『忍ペンまん丸』（1997年7月 - 9月） - 本放送途中で土曜18:00枠に移動。

※1997年10月 - 2002年9月までバラエティ枠
- 『釣りバカ日誌』（2002年11月 - 2003年9月） - ここから朝日放送も同時ネット。
- 『ボボボーボ・ボーボボ』（2003年11月 - 2004年9月[3]） - 19:28から開始。本枠では第32話まで放送。第33話以降はローカル枠（テレビ朝日は土曜10:45 - 11:15）に移行、さらに大半のANN系列局は打ち切り。

| 毎日放送制作・NET系列 土曜19時台後半枠                                                        | 毎日放送制作・NET系列 土曜19時台後半枠                                                | 毎日放送制作・NET系列 土曜19時台後半枠         |
| 前番組                                                                                        | 番組名                                                                                | 次番組                                         |
| --------------------------------------------------------------------------------------------- | ------------------------------------------------------------------------------------- | ---------------------------------------------- |
| こんにちはマージー                                                                            | テレビ朝日系列 土曜夜7時30分枠のアニメ （1964年9月 - 12月）                           | 寛美の落語紳士録                               |
| クイズ ホップ・ステップ・ジャンプ                                                             | テレビ朝日系列 土曜夜7時30分枠のアニメ （1966年2月 - 1968年9月）                      | ニホンサカリ・アワー チャレンジショー（第1期） |
| テレビ朝日系列 土曜19:30 - 19:58                                                              |                                                                                       |                                                |
| なかなか!ドジラんぐ                                                                           | テレビ朝日系列 土曜夜7時30分枠のアニメ （1987年10月 - 1997年9月）                     | クイズ!渡る世間は金ばかり?! ※19:00 - 20:00     |
| テレビ朝日 土曜19:58 - 20:00                                                                  |                                                                                       |                                                |
| なかなか!ドジラんぐ ※19:30 - 20:00                                                            | テレビ朝日系列 土曜夜7時30分枠のアニメ （1987年10月 - 1991年3月） 【2分縮小して継続】 | 天気予報                                       |
| We 【一旦休止】                                                                               | テレビ朝日系列 土曜夜7時30分枠のアニメ （1995年10月 - 1996年3月） 【2分拡大→2分縮小】 | We 【再スタート】                              |
| We                                                                                            | テレビ朝日系列 土曜夜7時30分枠のアニメ （1996年10月 - 1997年9月） 【2分拡大】         | クイズ!渡る世間は金ばかり?! ※19:00 - 20:00     |
| テレビ朝日系列 土曜19時台後半枠                                                               |                                                                                       |                                                |
| クイズ!バーチャQ                                                                              | テレビ朝日系列 土曜夜7時30分枠のアニメ （2002年11月 - 2004年9月）                     | ドスペ! ※19:00 - 20:54                         |
| テレビ朝日系列 土曜19:28 - 19:30                                                              |                                                                                       |                                                |
| テレビ朝日系列 土曜夜7時枠のアニメ ※19:00 - 19:30 ※『クレヨンしんちゃん』 【2分縮小して継続】 | テレビ朝日系列 土曜夜7時30分枠のアニメ （2003年11月 - 2004年9月） 【2分拡大】         | ドスペ! ※19:00 - 20:54                         |

## 19:00枠から移動して、かつて存在した枠

### 18:00 - 18:30枠
1976年4月、それまでスポーツ番組などを放送していた時間帯に『長浜ロマンロボシリーズ』が開始され1979年1月まで放送。その後は1989年9月まで実写の『スーパー戦隊シリーズ』（『バトルフィーバーJ』 - 『高速戦隊ターボレンジャー』の31話まで、同年10月以降は金曜日17:30枠へ枠移動）を放映していた時間帯であったが、ニュース番組『（検証ドキュメンタリー）ザ・スクープ』が1989年10月から8年間続き、その後19:30枠から『忍ペンまん丸』が枠移動してきたことで再びアニメ放送枠となった。主題歌も19:30枠に引き続き一部のOPを除きビーイングのアーティストが主題歌を担当している。しかし、平均視聴率も移動前の7.8%から6.5%へ下落し、以後の作品も平均視聴率は5%台に留まり、放映期間も半年を越える作品が出ることもなく、同時に生まれた18:30枠より一足早く、わずか1年半でニュース、バラエティ枠へと戻り、以後アニメ作品は途絶えている。　

#### 作品リスト
- 『超電磁ロボ コン・バトラーV』（1976年4月 - 1977年5月）
- 『超電磁マシーン ボルテスV』（1977年6月 - 1978年3月）
- 『闘将ダイモス』（1978年4月 - 1979年1月）

※アニメ中断。1979年2月から1989年9月までスーパー戦隊シリーズ（『バトルフィーバーJ』→『高速戦隊ターボレンジャー』）を放送。1989年10月から1997年9月まで『（検証ドキュメンタリー）ザ・スクープ』を放送。
- 『忍ペンまん丸』（1997年10月 - 1998年3月） - 土曜19:30から移動。
- 『遊☆戯☆王 (アニメ第1作)』（1998年4月 - 10月）
- 『守護月天!』（1998年10月17日 - 1999年4月3日）

| NET→テレビ朝日 土曜18時台前半枠                                          | NET→テレビ朝日 土曜18時台前半枠                                 | NET→テレビ朝日 土曜18時台前半枠                      |
| 前番組                                                                   | 番組名                                                          | 次番組                                               |
| ------------------------------------------------------------------------ | --------------------------------------------------------------- | ---------------------------------------------------- |
| JFGAゴルフマッチ                                                         | テレビ朝日系列 土曜夕方6時枠のアニメ （1976年4月 - 1979年1月）  | バトルフィーバーJ 【同番組よりスーパー戦隊シリーズ】 |
| 検証ドキュメンタリー ザ・スクープ ※18:00 - 18:55 【土曜23:00に拡大移動】 | テレビ朝日系列 土曜夕方6時枠のアニメ （1997年10月 - 1999年4月） | 長島三奈の 熱闘!スポーツM18                          |

### 18:30 - 19:00枠
古くからニュース枠であり 、『ザ・スクープ』の後に19時枠から『キューティーハニーF』が枠移動してきたことでアニメ放送枠となったが、平均視聴率も移動前の7.8%から5.9%へ下落し、以後の作品も平均視聴率は5%台に留まり、『神風怪盗ジャンヌ』の放送途中からはフライングスタートの導入などを試みたが、視聴率の好転には至らなかった。最終作となる『マシュランボー』で少年向け、かつアニメオリジナル作品へと変更したものの、5%台を推移してきた平均視聴率は3.5%まで低下し、7か月の放映となり、累計3年でニュース、バラエティ枠へと戻り、以後アニメ作品は途絶えている。
なお、朝日放送では『部長刑事』シリーズを放映した関係で、17:00 - 17:30の先行放送となっていた（ゴルフ中継などがある場合はさらに前倒しされた）。
本枠成立以降、テレビ朝日系列の土曜日のプロ野球中継の放送開始時刻が18:30からに繰り上げられたため、プロ野球中継が編成された場合は放送休止となった。

#### 作品リスト
いずれも東映アニメーション制作。19:00前半の東映枠が移動してきた形となる。
- 『キューティーハニーF』（1997年10月 - 1998年1月） - 土曜19:00から移動。
- 『アニメ週刊DX!みいファぷー』（1998年2月 - 1999年2月6日）
- 『神風怪盗ジャンヌ』（1999年2月13日 - 2000年1月29日）※1999年10月より18:28 - 18:58に変更（2分繰上げ）。
- 『マシュランボー』（2000年2月5日 - 9月23日）

| テレビ朝日 土曜18:28 - 18:30枠                                                                        | テレビ朝日 土曜18:28 - 18:30枠                                      | テレビ朝日 土曜18:28 - 18:30枠  |
| 前番組                                                                                                | 番組名                                                              | 次番組                          |
| --- | ------------------------------------------------------------------- | ------------------------------- |
| 長島三奈の 熱闘!スポーツM18 ※18:00 - 18:30 【2分縮小して継続】                                        | テレビ朝日系列 土曜夕方6時30分枠のアニメ （1999年10月 - 2000年9月） | ねっとパラダイス ※18:28 - 18:58 |
| テレビ朝日 土曜18:30 - 18:58枠                                                                        |                                                                     |                                 |
| 検証ドキュメンタリー ザ・スクープ ※18:00 - 18:55 【土曜23:00に拡大移動】世界の国立公園 ※18:55 - 19:00 | テレビ朝日系列 土曜夕方6時30枠のアニメ （1997年10月 - 2000年9月）   | ねっとパラダイス ※18:28 - 18:58 |
| テレビ朝日 土曜18:58 - 19:00枠                                                                        |                                                                     |                                 |
| 世界の国立公園 ※18:55 - 19:00                                                                         | テレビ朝日系列 土曜夕方6時30枠のアニメ （1997年10月 - 1999年9月）   | わらいのじかん ※18:58 - 19:59   |

## 備考
1. ↑  ただし1987年10月（1987年10 - 12月は後半15分のみ） - 1994年3月までは男児向けのアニメを放送していた（『ビックリマン』など）。
2. ↑  これと同時に、テレビ朝日･東映アニメーション制作の全国ネットのアニメ枠は2009年10月に火曜19:30枠で開始した『怪談レストラン』まで5年間中断。それ以降は『ガイキング LEGEND OF DAIKU-MARYU』から『ねぎぼうずのあさたろう』までは関東ローカルセールス枠の上、日曜6:30となる。
3. ↑  番組自体は2005年10月29日まで継続
4. ↑  1979年 - 1987年までの間、月 - 土曜の18:50 - 19:00は『藤子不二雄劇場』が放送されていた。
5. ↑  当初、『マシュランボー』の後番組に『勝負師伝説 哲也』が入る予定であったが、作品内容などの諸事情により金曜深夜枠に変更となった。